# 하프라이프 2: 에피소드 2
《하프라이프 2: 에피소드 2》(영어: Half-Life 2: Episode Two)는 하프라이프 2의 후속작이다. 하프라이프 2를 제작하는 데 지나치게 오랜 시간이 걸렸기 때문에, 짤막한 스토리들은 담은 에피소드 제작 방식을 채택하였다고 한다.
소스엔진을 개량한 소스 2007 엔진을 사용하고 있으며, 팀 포트리스 2, 포탈 등과 함께 오렌지 박스라는 패키지로 발매되었다.

## 줄거리
하프라이프 2: 에피소드 1에서 열차에 탑승한 알릭스 밴스와 고든 프리맨은 탈출 도중에 요새 원자로의 폭발에 휩쓸려 낙오된다. 슈퍼 포털폭풍을 중화시킬 로켓이 있는 화이트 포리스트로 향하지만, 그 도중 처음으로 나타난 헌터의 습격으로 알릭스 밴스가 치명상을 입는다. 고든 프리맨과 보르티곤트가 알릭스를 살리기 위해 개미귀신 서식지 내부에서 추출물을 얻어 생명의 불이 꺼져가던 알릭스는 기적적으로 살아났으나 그때 G맨이 나타나면서 알릭스에게 "예측하지 못한 결과에 대비하라"라는 말을 남기고 사라진다.
그 후 고든과 알릭스는 오염된 지역을 지나 얻은 차를 이용해 콤바인들의 공격을 뚫고 화이트 포리스트로 향한다. 도착한 일행은 아이작 클라이너 박사의 도움으로 요새 내부에서 얻은 데이터를 해독하여 주디스 모스맨 박사가 보낸 영상을 얻어낸다. 그 후 그곳에서 로켓을 파괴하려는 콤바인의 공격에 대항하며, 스트라이더들의 공격을 막아내는 것을 끝으로 로켓을 성공적으로 발사하였으며 마침내 포털은 중화되어 사라졌다. 그러나 헬기를 통해 고든과 알릭스를 북극으로 보내려던 일라이 밴스는 조언자의 공격으로 목숨을 잃는다.

## 평가
| 평가 |        |
| --- | ------ |
| 통합 점수 통합사 점수 게임랭킹스 90.68% [ 1 ] 메타크리틱 90/100 [ 2 ] 평론 점수 평론사 점수 1UP.com A+ [ 3 ] CVG 9/10 [ 4 ] 유로게이머 9/10 [ 5 ] 게임스파이 [ 6 ] IGN 9.4/10 [ 7 ] PC 게이머 (UK) 93% [ 8 ] New York Times 86% [ 9 ] |        |
| 통합 점수 |        |
| 통합사 | 점수   |
| 게임랭킹스 | 90.68% |
| 메타크리틱 | 90/100 |
| 평론 점수 |        |
| 평론사 | 점수   |
| 1UP.com | A+     |
| CVG | 9/10   |
| 유로게이머 | 9/10   |
| 게임스파이 | [ 6 ]  |
| IGN | 9.4/10 |
| PC 게이머 (UK) | 93%    |
| New York Times | 86%    |